# Émile Otto
Émile Otto (* 1883 in Antwerpen; † nach 1926) war ein belgischer Radsportler.

## Sportliche Laufbahn
Émile Otto war Radsport-Profi von 1908 bis 1913 sowie nach dem Ersten Weltkrieg von 1919 bis 1926. In diesen Jahren stand er zahlreiche Male auf dem Podium von nationalen Meisterschaften. Dreimal – 1912, 1914 und 1926 – wurde er belgischer Meister im Sprint. 1911 und 1913 war er Vizemeister geworden. 1920 belegte er beim renommierten Sprinter-Wettbewerb Grand Prix de l’UVF Rang zwei, 1925 Rang drei.

## Erfolge
1912
- Belgischer Meister – Sprint

1914
- Belgischer Meister – Sprint

1926
- Belgischer Meister – Sprint